# Montpeó (motocicleta)
Montpeó fou una marca catalana de motocicletes, fabricades a Barcelona entre 1912 i 1929 (i també durant els anys 40) per Josep Montpeó, un conegut fabricant d'elements per a bicicleta.
Montpeó es dedicava bàsicament a importar motocicletes estrangeres i a fabricar sidecars i elements per a bicicleta, produint les seves pròpies motocicletes només en temporades de baixa demanda dels seus productes principals. Havia iniciat la seva activitat a començaments del segle XX al carrer Pallars de Barcelona (número 230), on fabricava unes bicicletes tan reeixides que guanyaven curses del campionat estatal. Les motos (juntament amb els sidecars, accessoris i bastidors per a altres marques) les produïa a les seves naus del carrer de Pere IV, al Poblenou. Més tard, la família es traslladà a Sants, on anys a venir un net de Josep Montpeó, Joan Ramírez, esdevingué un conegut mecànic i creà a mitjan dècada de 1950 els automòbils Orix als seus tallers dels carrers Alcolea i Càceres.